# Psychotria butibumensis
Psychotria butibumensis är en måreväxtart som beskrevs av Seymour Hans Sohmer. Psychotria butibumensis ingår i släktet Psychotria och familjen måreväxter. Inga underarter finns listade i Catalogue of Life.